# Eois rubicunda
Eois rubicunda là một loài bướm đêm trong họ Geometridae.